# Mawa jezik
Mawa jezik (SO 639-3: mcw; mahoua, mahwa), afrazijski jezik istočnočadske skupine čadske jezične porodice, kojim govori 6 560 ljudi (2000) u regiji Guéra, departman Guéra, sa središtem u selu Mahoua i okolnom području. U selima Gurara i Roffono (‘Reupan’) služe se govorom veoma sličnim onom u selu Mahoua.
Klasificira se s još sedam jezika podskupini dangla-migama. Jezična sličnost s jezikom ubi [ubi] iznosi 48%. Većina se služi i čadskim arapskim [shu], ili jezikom kenga [kyq].

## Vanjske poveznice
- Ethnologue (14th)
- Ethnologue (15th)